# EBZV
De zaalvoetbalvereniging EBZV’85 uit Borne (Eerste Bornse Zaalvoetbal Vereniging) is op 28 februari 1985 opgericht om recreatief te zaalvoetballen door wat oudere voetballers die zich niet meer zo thuis voelden op het veld.

## Geschiedenis
Met name de lange winterstops en zelfs wedstrijden die in juni niet door konden gaan vanwege het slechte weer, waren aanleiding om de mogelijkheden voor een zaalvoetbalclub te bekijken.
Het lukte de vereniging na de oprichting niet om eigen uren in de sporthal in Borne te bemachtigen, waardoor ook alle thuiswedstrijden elders in de regio gespeeld moesten worden. Momenteel beschikt de vereniging over 3 uren op de vrijdagavond in sporthal 't Wooldrik in Borne. Dit dankzij de bouw van de tweede sporthal eind jaren tachtig. Deze urenuitbreiding leidde tot een explosieve groei van het ledental, waardoor de vereniging een seizoen lang, met dertien teams uitkomend in de competitie, de grootste zaalvoetbalvereniging in de regio Twente was.
Wat begon als een afscheiding van de veldvoetbalvereniging BZSV de Blauwwitters is uitgegroeid tot een van de boegbeelden van het Twentse Zaalvoetbal.